# FC Camerhogne
El FC Camerhogne es un equipo de fútbol de Granada que juega la Liga de fútbol de Granada, la máxima categoría de fútbol en el país.

## Historia
Fue fundado en 2008 bajo el nombre Gouyave FC en la ciudad de Gouyave duró hasta 2017 cuando cambió por el nombre actual. En 2017-18 asciende a la Liga de fútbol de Granada y en la temporada 2018-19 logró el 5.º de la historia.
En la Copa de Granada 2020 logró coronarse campeón por primera vez en su historia.

## Palmarés
- Liga de Conferencia de Granada: 1

2017
- Copa de Granada: 1

2020